# Estadio Carlos Vernaza
El estadio Carlos Vernaza es un estadio multiusos. Está ubicado en la ciudad de Nueva Loja, provincia de Sucumbíos. Fue inaugurado el 1 de enero de 1990. Es usado para la práctica del fútbol, Tiene capacidad para 3000 espectadores.
Desempeña un importante papel en el fútbol local, ya que los clubes de Nueva Loja como el Club Chicos Malos, Caribe Junior y Río Aguarico Fútbol Club hacen de local en este escenario deportivo, que participan en el Campeonato Provincial de Segunda Categoría de Sucumbíos.
El estadio es sede de distintos eventos deportivos a nivel local, ya que también es usado para los campeonatos escolares de fútbol que se desarrollan en la ciudad en las distintas categorías, también puede ser usado para eventos culturales, artísticos, musicales de la localidad.
- Datos: Q16303209